# Gare de Beuvry-les-Orchies
Gare de Beuvry-les-Orchies vasútállomás Franciaországban, Beuvry-la-Forêt településen.

## Vasútvonalak
Az állomást az alábbi vasútvonalak érintik:
- Somain-Halluin-vasútvonal

## Kapcsolódó állomások
A vasútállomáshoz az alábbi állomások vannak a legközelebb: